# Britannia Theatre
Britannia Theatre ist eine deutsche Band. Sie wurde im August 1992 in Ost-Berlin gegründet.

## Geschichte
Britannia Theatre wurde 1992 in Ost-Berlin gegründet. Gründungsmitglieder waren Stefan Dardas alias Dadarski, Jakob Enderlein, Jörg Herrmann, Alexander Krohn und Matthias Kuhl. Das Schlagzeug war zur Gründung unbesetzt und wurde in den ersten Wochen von Kai Kastura und Hans Narva gespielt. Dann übernahm Sascha Andert bis 1995 den Posten. Sein Nachfolger wurde Benno Verch. Im April 1998 löste sich die Band auf. Anlässlich einer Trauerfeier zum Tode des Graphikers Ole Christiansen im Dezember 2018 spielte Britannia Theatre nach über 20 Jahren wieder zusammen und gründete sich so erneut. Am 13. März 2020 starb der Bassist Stefan Dadarski, daraufhin kehrte Hans Narva zur Band zurück. Alexander Lode spielt seit der Reunion das Schlagzeug.
In ihrer Bandgeschichte veröffentlichte Britannia Theatre einen Livemitschnitt ihres Konzertes in Dänemark, drei Studioalben und spielten über 100 Konzerte in sechs Ländern.

## Film
Zum Release des Albums Two Trilogies 1995 erschien ein Film über die Band mit dem Titel Red Traffic Lights. Uraufführung war am 20. Mai 1995 im Tränenpalast in Berlin. Der Film wurde auf 16-mm-Film gedreht.

## Rezensionen
Die Band bekam überwiegen positive Bewertungen in der Presse. Die Berliner Presse schrieb: „Ein wenig Tom Waits-Melancholie, ein Hauch von Pink Floyd und viel Eigenkompositionen mit englischen Texten...“, die TAZ schrieb: „das Beste, was ich seit langer Zeit gehört hatte“. Das Blackmagazin urteilte: „...eine Band aus Ostberlin, welcher leider nie ein größerer Bekanntheitsgrad vergönnt war, wie ihre drei empfehlenswerten Alben kaum Käufer fanden.“

## Diskografie
Die Alben erschienen erst im Eigenverlag. Hier angegeben ist das Veröffentlichungsdatum des jeweiligen Plattenlabels.

### Alben
- 1996: Red Traffic Lights (Mint Grün Platten)
- 1995: Two Trilogies (Not on Label)
- 1997: Moos & Berge (Moloko+)

### EPs
- 1994: Danmark (Not on Label, später: Distillery)
- 1996: Bad Food (Pool)